# Heteralocha acutirostris
L'huia (Heteralocha acutirostris (Gould, 1837)) è un uccello passeriforme estinto della famiglia dei Calleidi.

## Etimologia
Il nome scientifico del genere, Heteralocha, deriva dall'unione delle parole greche ἑτερος (heteros, "diverso") e αλοχος (alokhos, "moglie"), col significato di "dalla moglie diversa", in riferimento al particolarissimo dimorfismo sessuale: il nome della specie, acutirostris, deriva dal latino e significa "dal becco appuntito", in riferimento alla conformazione del becco della femmina, contrapposto a H. crassirostris ("dal becco spesso"), nome affibbiato agli esemplari di sesso maschile, in un primo momento considerati una specie a sé stante.

Il nome comune della specie deriva dal suo nome in māori, a sua volta un'onomatopea del richiamo dell'animale impaurito.

## Descrizione

### Dimensioni
L'huia misurava 45–48 cm di lunghezza, per un'apertura alare di 40–44 cm: caso raro fra i passeriformi, in questi uccelli la femmina era mediamente più grossa e pesante rispetto al maschio, il quale per contro presentava coda e ali in proporzione più lunghe rispetto alla femmina.

### Aspetto

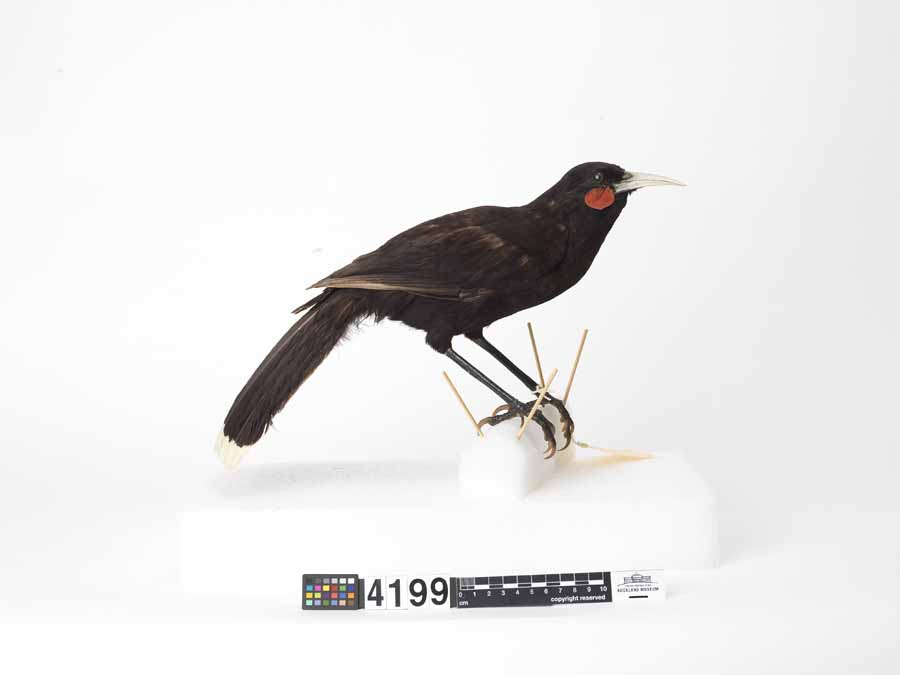
Maschio impagliato.

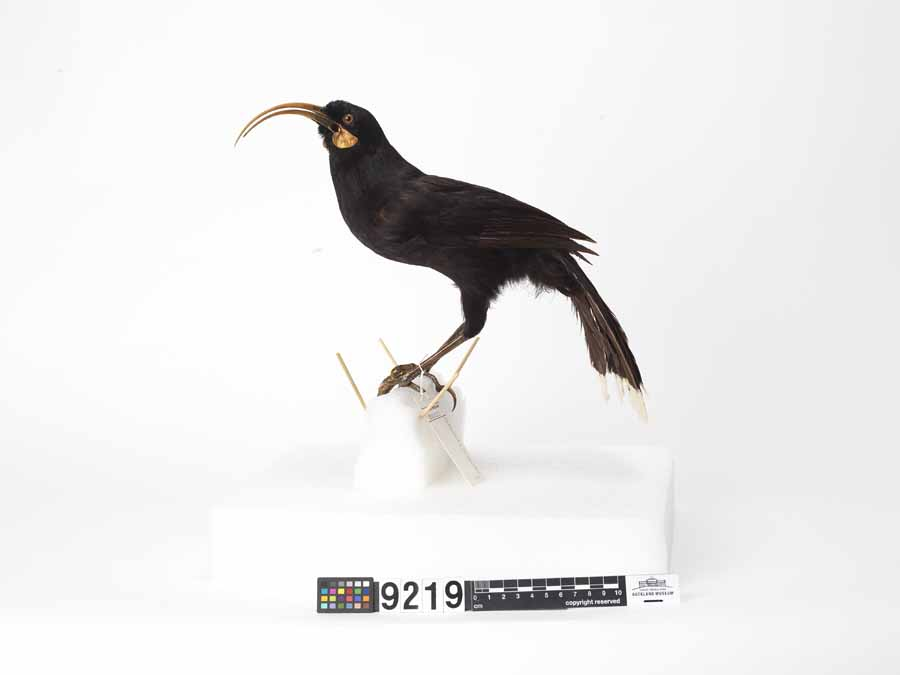
Femmina impagliata.

Si trattava di uccelli dall'aspetto robusto ma slanciato, con testa arrotondata, collo piuttosto lungo e massiccio, ali arrotondate e lunga coda dalla punta a ventaglio, composta da 12 penne, mentre le zampe erano lunghe e robuste, munite di forti artigli.

Ciò che colpiva maggiormente nell'aspetto di questi uccelli era il dimorfismo sessuale estremo nella conformazione del becco: nei maschi, infatti, il becco misurava circa 6 cm ed era appuntito e robusto, lievemente ricurvo verso il basso e nel complesso simile a quello degli itteridi o a quello degli affini sellarossa. Nelle femmine, invece, il becco era sottile, lungo (circa 10,5 cm) e visibilmente ricurvo verso il basso, similmente a quello dei drepanidi o delle nettarinie.
Il dimorfismo sessuale nella conformazione del becco, sebbene raro, è presente anche in altre specie di uccelli, come gli uccelli del paradiso dei generi Ptiloris ed Epimachus, alcuni picchi e sittelle: solo nell'huia, tuttavia, esso ha raggiunto tale livello di diversità.

I motivi ipotizzati di tale differenza di conformazione sono varie: l'ipotesi maggiormente accreditata vede i due sessi come occupanti due nicchie ecologiche differenti (col becco della femmina conformato in maniera tale da avere facile accesso al cibo da fornire poi ai nidiacei), e come tali evolutisi in maniera differente. Secondo alcuni, il becco sarebbe un carattere sessuale secondario da utilizzare per attrarre potenziali partner.

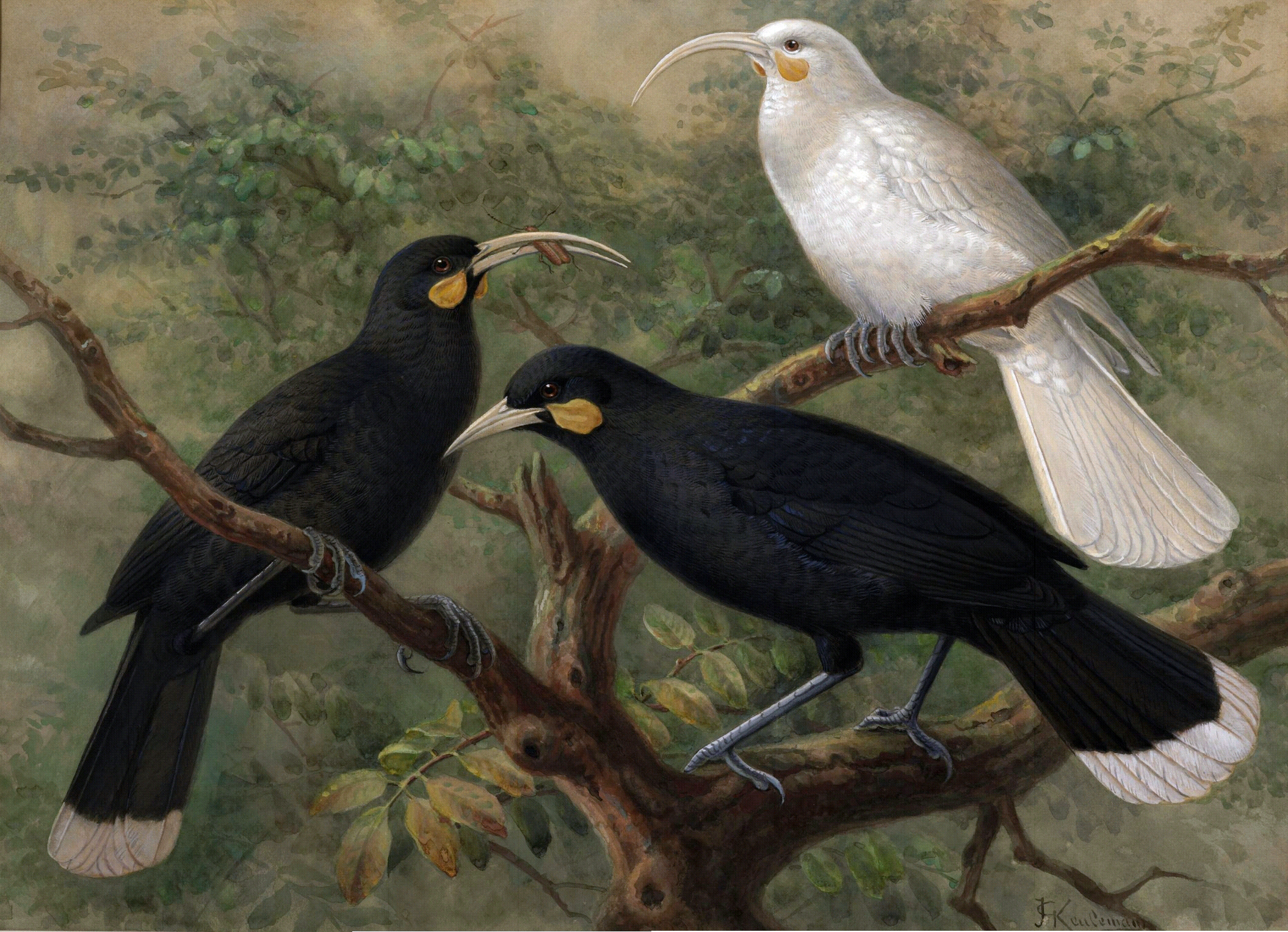
Coppia (in primo piano, femmina a sinistra) e femmina albina (forse un esemplare leucistico o anziano) in illustrazione di Keulemans.

Il piumaggio era di colore nero, con sfumature metalliche di colore verde: le penne della coda presentavano gli ultimi 2–3 cm di colore bianco-crema. Alla base del becco, su ciascun lato della bocca, era presente (come in tutti i calleidi) una caruncola nuda e appiattita di colore arancione, simile a un bargiglio e più grande nel maschio rispetto alla femmina.

I Maori parlano inoltre dell'esistenza di un'huia-ariki ("huia capo"), dal piumaggio bruno-nerastro con sfumature di colore grigio e testa e collo più scuri, forse risultato di uno schiarimento della livrea dovuto all'età avanzata oppure di albinismo parziale.
Il becco era di color bianco avorio, con la base tendente al grigio: le zampe erano invece di colore grigio-bluastro, con artigli color corno. Gli occhi erano invece di colore bruno scuro.

## Biologia
L'huia era un uccello dalle abitudini di vita essenzialmente diurne, che veniva avvistato sia da solo che in coppie o in piccoli gruppi (verosimilmente gruppi familiari, con una coppia riproduttrice ed i figli di covate precedenti) comprendenti fino a cinque individui. Come tutti i calleidi, questi uccelli erano cattivi volatori, preferendo arrampicarsi sui tronchi e fra i rami con le forti zampe, eventualmente planando di albero in albero, e non di rado muovendosi al suolo.

L'huia doveva essere un uccello territoriale, che delimitava il proprio territorio mediante richiami e lo difendeva dagli eventuali intrusi, similmente a quanto fanno gli affini sellarossa.
Questi uccelli sono stati descritti come piuttosto silenti, ma capaci di emettere richiami molto alti e udibili a mezzo chilometro di distanza attraverso la foresta: il nome stesso dell'huia è un'onomatopea del loro richiamo d'allarme, emesso in condizioni di stress. Sebbene manchino dati al riguardo, i richiami di questi uccelli sono stati descritti come melodiosi e flautati, emessi di preferenza durante le prime ore del mattino e differenti nei due sessi. Mentre cantava, l'animale era solito allungare la testa in avanti, tenendo il becco inclinato di 30-45° rispetto alla posizione orizzontale. L'huia era inoltre in grado di imitare delle parole (almeno quelle ricche di vocali della lingua māori), e per questo assieme al tui era particolarmente apprezzata come animale domestico dai maori.

Come anche altri uccelli (ad esempio il conterraneo testabianca o i currawong australiani), anche l'huia pareva divenire più vocale con l'avvicinarsi della pioggia, sicché sentirne il canto era associato ad un acquazzone imminente.
L'huia veniva parassitata da una specie di pidocchio, Rallicola (Huiacola) extinctus: rappresentandone l'unico ospite, verosimilmente all'estinzione dell'huia ha fatto seguito la coestinzione del parassita. Inoltre, nel 2008 su di un esemplare impagliato sono stati rinvenuti degli acari di una nuova specie, Coraciacarus muellermotzfeldi, che generalmente non attacca i passeriformi e che si ipotizza sia stato trasmesso orizzontalmente all'huia dai cuculi migratori locali.

### Alimentazione

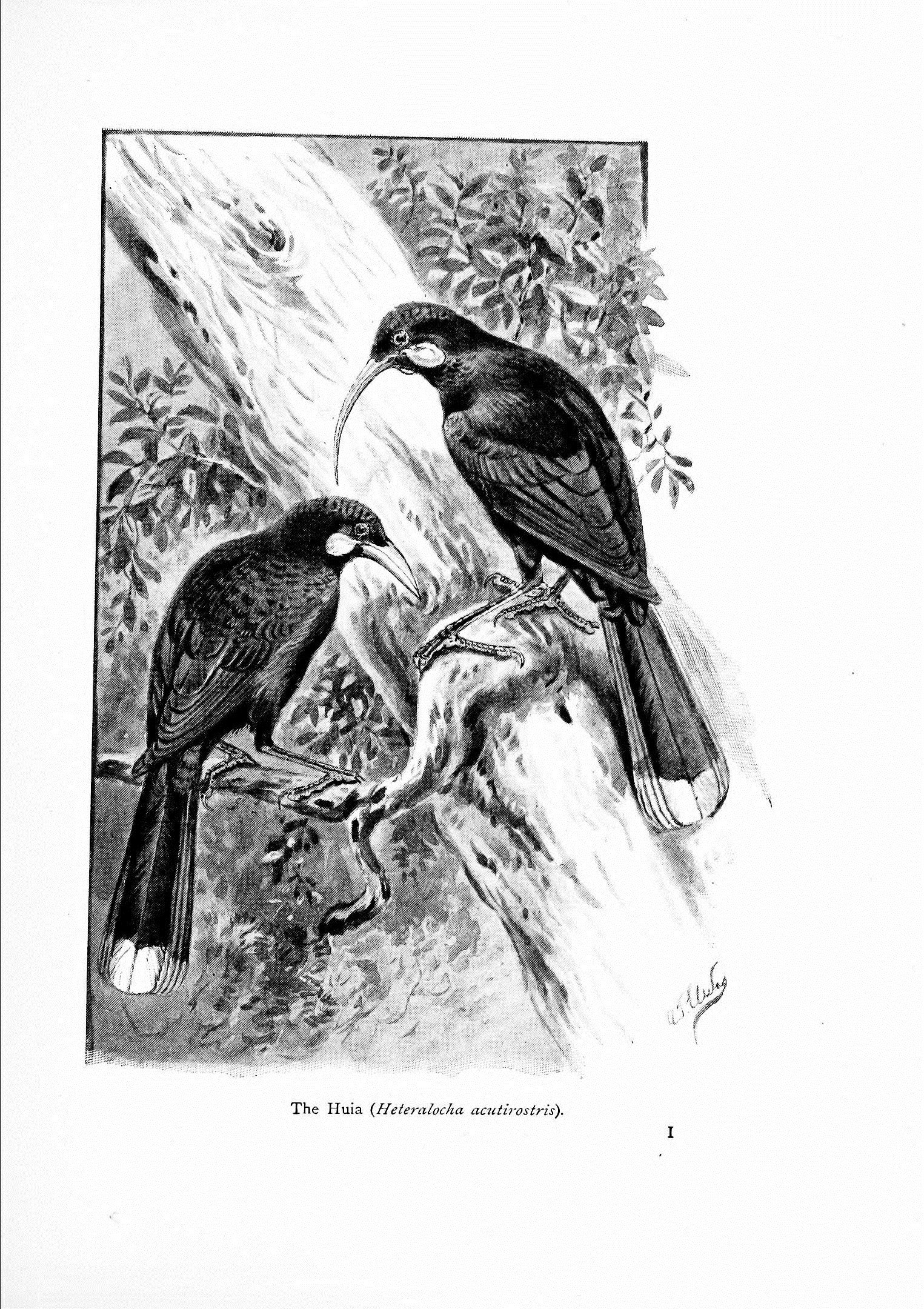
Illustrazione di coppia alla ricerca di cibo.

L'huia era un uccello principalmente insettivoro, la cui dieta si componeva soprattutto di larve (soprattutto quelle del grosso cerambice huhu), grossi insetti e ragni.

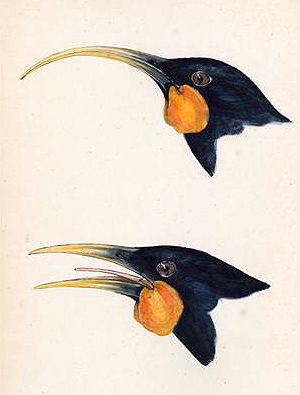
Testa di femmina (in alto) e maschio (in basso) di huia: la conformazione del becco rifletteva la differente nicchia ecologica occupata.

Questi uccelli cercavano il cibo sondando il legno marcescente e la corteccia col becco, similmente a quanto fanno i picchi (dei quali l'huia, assieme al kaka, rappresenta l'omologo ecologico al di là della linea di Wallace). A differenza delle credenze popolari (derivate da erronee interpretazioni dei primi osservatori della specie), i due sessi non collaboravano nella ricerca e nell'ottenimento del cibo: anzi, la differente conformazione del becco riduceva la competizione intraspecifica fra di essi.

Nei maschi il becco robusto e appuntito (supportato da un'apposita forte muscolatura) permetteva di rimuovere agevolmente la corteccia o il legno marcescente, scoperchiando i nascondigli con un caratteristico movimento di penetrazione del substrato e conseguente apertura del becco, mettendo in tal modo a nudo le prede: nelle femmine, invece, il lungo becco ricurvo veniva infilato nei buchi della corteccia alla ricerca delle prede più in profondità nel legno vivo, in aree inaccessibili al maschio. Una volta catturata la preda, l'huia volava verso un posatoio tenendo quest'ultima in una zampa, dopodiché la consumava, non prima di aver rimosso le sue parti rigide col becco.

Oltre che fra la corteccia e nel legno, il cibo veniva cercato anche fra le epifite, o al suolo fra le foglie e i detriti.
L'huia integrava inoltre la propria dieta con bacche e piccoli frutti, mentre a dispetto della conformazione del becco della femmina (che potrebbe far supporre una dieta almeno parzialmente nettarivora) il nettare non componeva una percentuale apprezzabile della loro dieta.

### Riproduzione
Si trattava di uccelli monogami, nei quali le coppie (come osservabile negli altri calleidi) dovevano durare per tutta la vita. I primi osservatori europei dell'huia, così come i maori, pongono l'accento sul forte legame fra i due partner, i quali erano soliti passare la maggior parte del tempo insieme, tolettandosi a vicenda e tenendosi in contatto con richiami pigolanti.
Si pensa che la stagione degli amori cominciasse in ottobre (la tarda primavera australe), e che venisse portata avanti un'unica covata l'anno. Le osservazioni di coppie intente a saltare di ramo in ramo, dispiegando la coda e carezzandosi a vicenda coi becchi emettendo i richiami pigolanti summenzionati (col maschio che in un caso ha anche imbeccato la femmina, mentre le presunte osservazioni di maschi che imbeccavano le femmine durante la cova si sono rivelate non attendibili) potrebbero verosimilmente rappresentare le testimonianze di atti di corteggiamento.
Sono stati osservati e descritti solo quattro nidi e due uova di huia (dei quali uno solo è giunto fino ai giorni nostri): i nidi venivano costruiti al suolo, alla biforcazione di un ramo, su rami spaccati o in cavità del legno morto, intrecciando a forma di coppa appiattita e dagli spessi bordi fibre vegetali e foglie, talvolta anche licheni ed epifite, e foderando l'interno con materiale vegetale più morbido. Al loro interno la femmina deponeva 1-5 uova (solitamente due) bianco-grigiastre con maculature bruno-rossicce, di 45 × 30 mm: esse venivano covate principalmente dalla femmina (sebbene le osservazioni di maschi con placche incubatrici faccia pensare a un loro ruolo nella cura delle uova), ma non si conosce la durata dell'incubazione.

Dopo la schiusa, i genitori avevano cura di rimuovere i gusci dal nido: i nidiacei, ciechi ed implumi alla schiusa, venivano imbeccati e accuditi da ambedue i genitori per circa tre mesi, quando (raggiunta la taglia adulta, ma rimanendo facilmente distinguibili per le caruncole facciali piccole e rosate, il piumaggio con sfumature brune e privo di riflessi metallici ed il bianco della coda con sfumature bruno-rossicce) divenivano in grado di allontanarsi definitivamente dai genitori.

## Distribuzione e habitat
I resti subfossili e nei sambaquì mostrano che l'huia era in tempi remoti diffusa in tutta l'Isola del Nord della Nuova Zelanda, pur apparendo poco rappresentata nell'area costiera orientale e occidentale dell'isola (ad esempio nelle rocce carsiche delle Waitomo Caves i loro resti sono quasi assenti), probabilmente per la mancanza di ambienti a loro congeniali nella zona. Stando ad alcune osservazioni e ad un waiata (canzone tradizionale maori), inoltre, l'huia sarebbe stata presente anche nell'estremo nord dell'Isola del Sud, tuttavia questo uccello non sembra comparire mai nei seppur ricchi depositi fossiliferi dello stretto di Cook.

Già nel corso del XIV secolo l'huia sparì dalla porzione settentrionale e occidentale dell'isola, in seguito all'arrivo dei progenitori dei Maori e alle conseguenti deforestazione, predazione ed introduzione di specie invasive come il ratto polinesiano: all'arrivo dei primi europei verso la metà del XIX secolo, la specie era confinata nella fascia orientale dell'isola, dalla quale sparì rapidamente nel corso dei 50 anni successivi.
L'habitat di questi uccelli era rappresentato dalle foreste primarie a podocarpi, ma si spingeva anche nelle foreste di faggio australe del sud dell'isola (dove veniva sostituita ecologicamente dal kaka): l'huia evitava invece i terreni aperti e la foresta secondaria, e questo probabilmente fu il motivo principale della sua estinzione.

Sebbene vengano ritenuti uccelli sedentari, sembrano esserci indizi che questi uccelli compissero movimenti altitudinali stagionali, popolando le foreste montane durante l'estate e scendendo di quota nei mesi freddi per evitare il clima troppo rigido.

## Rapporti con l'uomo

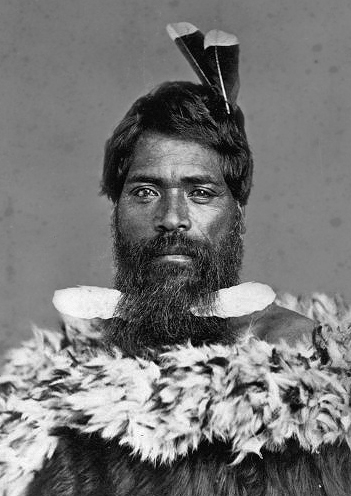
Guerriero maori con penne d'huia fra i capelli.

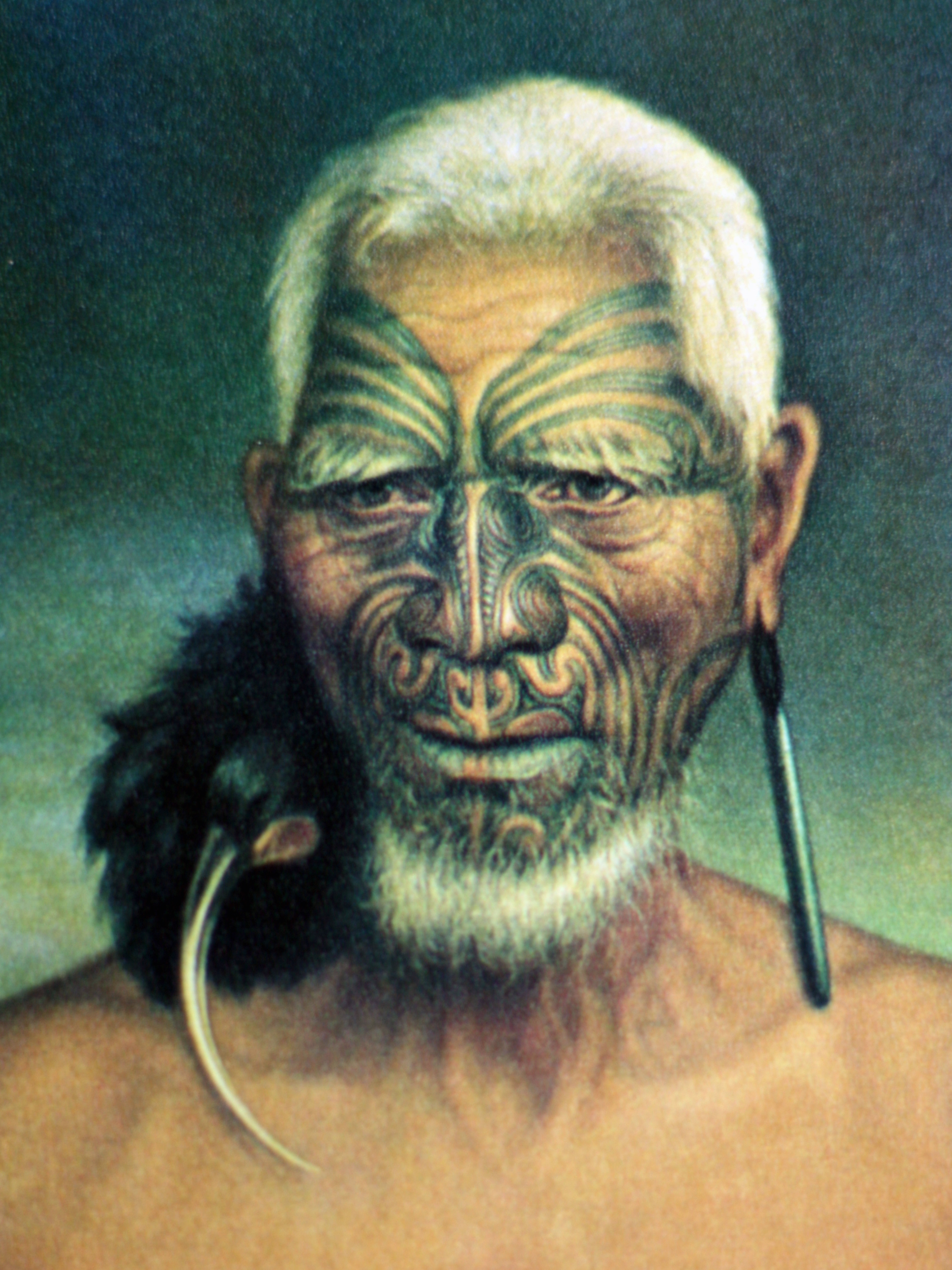
Capo maori con pohoi al collo.

L'huia, assieme all'airone bianco maggiore, veniva considerata tapu dai maori e non se ne mangiava la carne (che invece è stata descritta di volta in volta dai coloni europei come buona da mangiare o dura e immangiabile): questi uccelli venivano tuttavia catturati ed uccisi per le penne della coda, considerate di gran valore e scambiate con le altre tribù in cambio di altri regali dall'alto valore simbolico, come le pietre verdi pounamu ed i denti di squalo.

Le piume di huia, infatti, venivano conservate in appositi portagioie riccamente intarsiati detti waka huia, che venivano appesi al soffitto delle abitazioni dei capi: esse venivano inoltre poste a decorazione fra i capelli dei morti durante i funerali, oppure utilizzate in gruppi di dodici per adornare le teste dei guerrieri di alto rango, formando il cosiddetto marereko.

Oltre alle penne, l'huia era molto apprezzata dai maori per i pōhoi, ornamenti per collo o orecchie ottenuti rimuovendo lo scheletro e le zampe e lasciando la sola testa con la pelle del corpo a essiccare.
La loro natura amichevole rendeva questi uccelli particolarmente facili da catturare, imitandone i richiami con fischi e prendendoli coi tari (bastoni di legno con un cappio all'estremità) ed uccidendoli con un colpo alla testa, non prima di aver atteso l'eventuale arrivo del loro partner: l'animale poteva anche essere tenuto in cattività, prendendone le penne della coda man mano che esse ricrescevano.

Per tutelare questi uccelli dall'eccessiva pressione venatoria, tuttavia, i Maori limitavano la stagione di caccia da maggio a luglio, appena dopo la muta del piumaggio, mentre durante il periodo riproduttivo sull'huia pendeva un rāhui (proibizione della caccia).
I maori apprezzavano il forte legame di coppia di questi uccelli e, secondo le credenze locali, sognare un'huia o le sue penne per un uomo era un presagio che il suo prossimo figlio sarebbe stato una femmina.

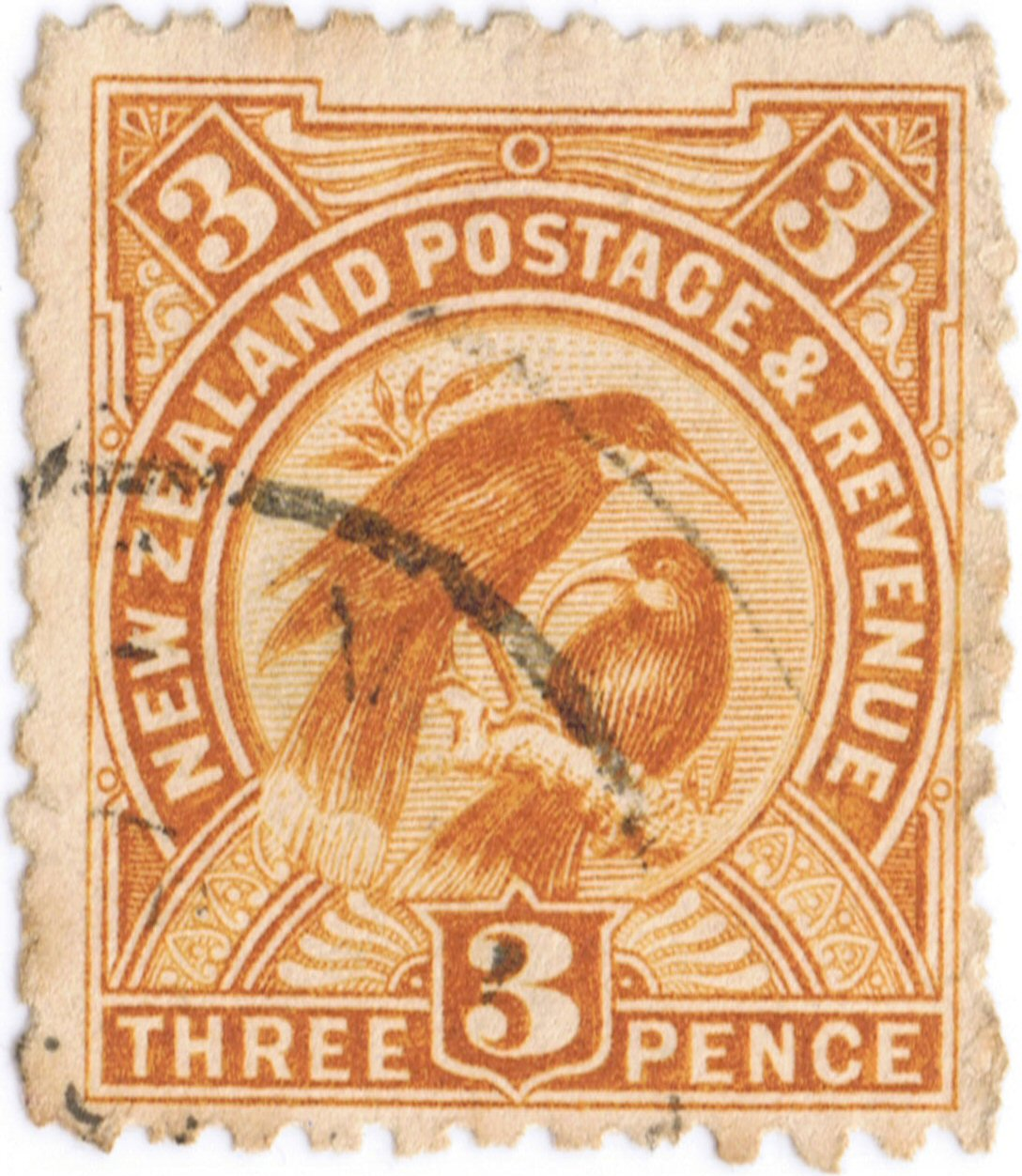
Francobollo del 1898 raffigurante una coppia di huia.

L'huia è inoltre culturalmente molto presente fra i neozelandesi di origine europea: nell'Isola del Nord sono numerose le strade intitolate a questo animale (molte delle quali a Wellington): esiste inoltre un villaggio chiamato Huia nei pressi di Waitakere, nonché un fiume Huia nell'Isola del Sud (uno degli affluenti del quale è il fiume Kakapo) ed i monti Huiarau ("cento huia") nel centro dell'Isola del Nord, tutti intitolati a questi uccelli, e numerosi negozi ed esercizi commerciali presentano come simbolo questo animale. Il nome Huia, sebbene raro, viene utilizzato sin dai primi anni del XX secolo.
Anche fra i non-Maori le penne di huia hanno avuto ed hanno a tutt'oggi grande valore: quando Giorgio V (allora duca di York), in visita in Nuova Zelanda nel 1901, appuntò le penne di questo animale (donategli da una guida locale in segno di amicizia) sul proprio cappello, la moda di tenere penne di huia sui propri cappelli si diffuse in Regno Unito in brevissimo tempo, con le penne di questi uccelli (già divenuti molto rari) che venivano vendute nelle gioiellerie a 1-5 sterline l'una.

Nel giugno 2010, la penna della coda di un'huia è stata battuta all'asta per 8000 dollari neozelandesi

## Estinzione
Nonostante il declino in seguito all'arrivo dei Maori in Nuova Zelanda, la popolazione di huia nella porzione orientale dell'Isola del Nord, dove essa era confinata, pareva stabile: in seguito all'arrivo dei coloni europei, la sistematica distruzione delle foreste primarie (le uniche dove la specie poteva vivere, supportando la presenza di numerosi grossi alberi caduti o marcescenti dove l'huia cercava il cibo), specialmente nelle vallate e nelle aree pianeggianti (dove questi uccelli scendevano durante i mesi invernali) confinò l'huia nelle foreste primarie montane relitte.
Un impatto non indifferente sulla popolazione dell'huia venne inoltre dall'introduzione di una serie di animali non autoctoni, che si trovarono a competere con questi uccelli per il cibo, a portare malattie o parassiti sconosciuti (come lo storno triste) o a predarli attivamente (come i ratti o i mustelidi).

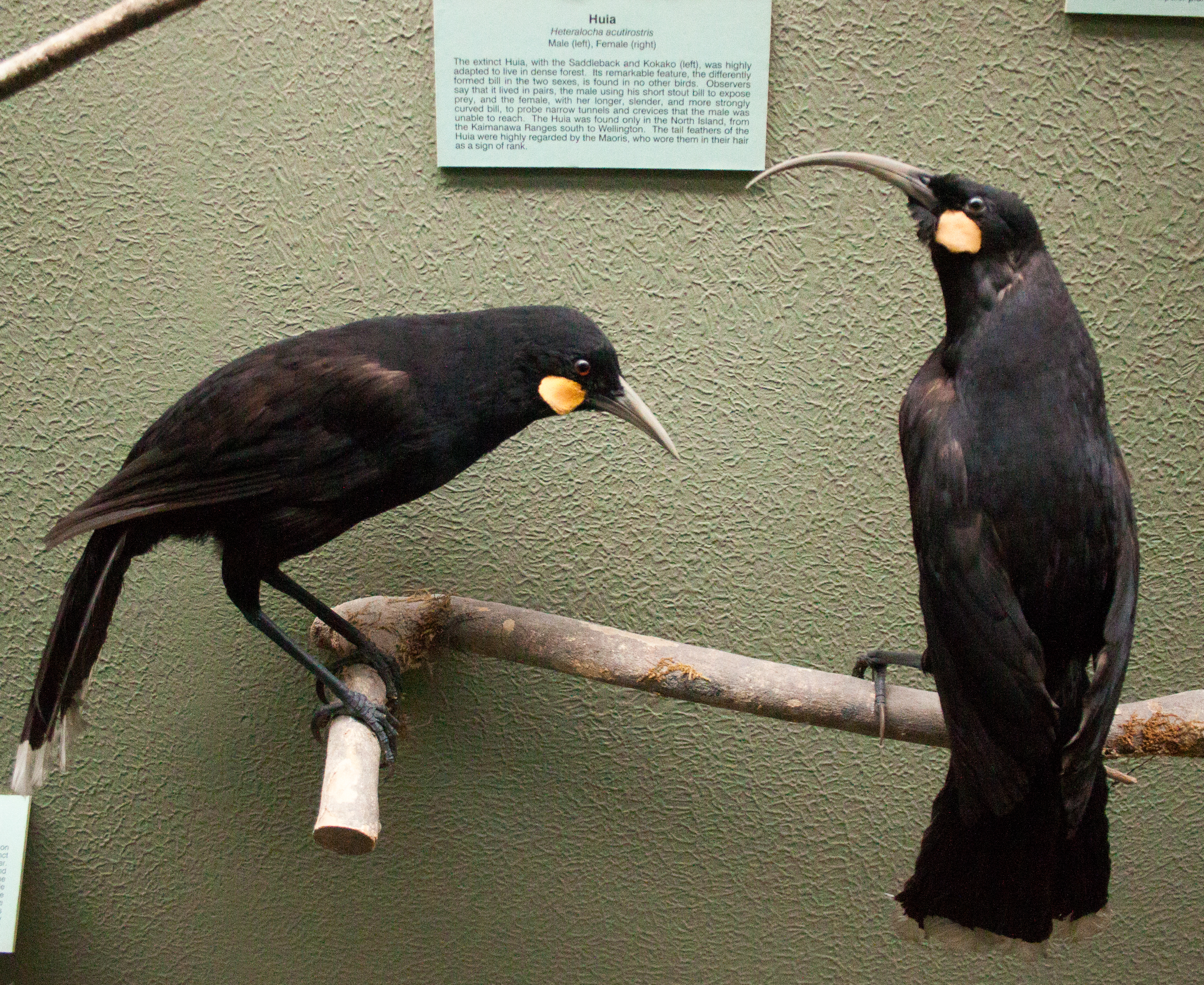
Coppia impagliata: la caccia dell'huia per ottenerne esemplari da museo ha avuto un ruolo non indifferente nell'estinzione della specie.

Oltre a questi fattori, l'huia cominciò ad essere cacciata anche dagli europei per ottenerne le piume per ornare i cappelli oltre ad esemplari imbalsamati da conservare nei musei e nelle collezioni.
Le preoccupazioni per il futuro di questi uccelli portarono già verso la fine degli anni '80 del XIX secolo i movimenti ambientalisti a cercare di dare visibilità al declino della fauna locale ed i capi maori a porre rahui (bandi della caccia) in alcune aree: nel 1892 venne passato il Wild Birds Protection Act, che dichiarava una serie di specie (inclusa l'huia) illegali da uccidere e commerciare, ma tale legge rimase solo su carta: addirittura nel 1893 una coppia di questi uccelli, originariamente destinata al trasferimento sull'isola-santuario di Kapiti, venne intercettata da Walter Buller e spedita a Walter Rothschild assieme all'ultima coppia osservata viva di gufi sghignazzanti.

Ciononostante, ai primi del '900 l'huia era ancora relativamente comune attorno alla baia di Hawke, con avvistamenti di stormi di un centinaio di esemplari lungo l'alto corso del Rangitikei nel 1906 (ironicamente, l'ultimo avvistamento di questi uccelli risale all'anno seguente).
L'ultimo avvistamento confermato di huia risale al 28 dicembre del 1907, quando tre esemplari vennero osservati in un'area montuosa del distretto di Tararua: la specie dovette estinguersi poco tempo dopo, nonostante alcuni avvistamenti si siano succeduti nel 1912, 1913 e 1922 (quest'ultimo avvenuto nei pressi di Wellington, per uno scherzo del destino proprio nell'anniversario dell'estinzione dell'huia).

Gli ultimi avvistamenti ritenuti credibili risalgono al 1952, 1961 e 1963, tutti nel nord-est dell'Isola del Nord (dove alcuni ritengono possa essere sopravvissuta una piccola popolazione di questi uccelli): non sono però mai state organizzate spedizioni per accertare l'eventuale sopravvivenza di esemplari di huia.

### De-estinzione
Nel 1999, sulle ali dell'entusiasmo per il successo della clonazione della pecora Dolly, gli studenti della Hastings Boys' High School organizzarono un'assemblea per proporre la clonazione dell'huia: tale iniziativa ricevette il sostegno della tribù maori degli Ngāti Huia e dell'University of Otago, ed una startup californiana garantì una donazione di 100.000 dollari. Tuttavia, la de-estinzione dell'huia presenta una serie di problemi, non ultimo il fatto che la maggior parte dei reperti attribuibili a questi animali (per la quasi totalità pelli o piume) presentano sicuramente DNA molto danneggiato e quindi difficile da ottenere.